# Marion Bartoli
Marion Bartoli (født 2. oktober 1984 i Le Puy-en-Velay, Auvergne, Frankrig) er en tidligere professionel tennisspiller fra Frankrig.
I juli 2013 vandt Marion Bartoli tennisturneringen i Wimbledon. Hun besejrede i finalen tyskeren Sabine Lisicki med cifrene 6-1 6-4. Få uger efter hendes sejr meddelte Bartoli, at hun trådte sig tilbage fra den professionelle tour, eftersom hun led af flere skader. I slutningen af 2017 afslørede Marion, at hun ville komme tilbage til Professionel tennis, men måtte senere opgive hendes forsøg på at vende tilbage til WTA touren.